# Невмержицкие
Невмержи́цкие (польск. Niewmierzycki, укр. Невмержицькі) — потомственный шляхетский дворянский род, возникший в киевских землях Великого Княжества Литовского в начале XV века (современная территория Украины, Житомирская область, Овручский район, село Левковичи, позднее и село Лучанки).
Невмержицкие были внесены в Гербовник Северина Уруского, и в Список дворян Волынской губернии.

## Происхождение рода и фамилии Невмержицких
Фамилия Невмержицких берёт своё начало от их родового гнезда Немиричи (Невмиричи) Овручского повета, название которого в свою очередь было производным от имени их родоначальника Немири, получившего землю Немирицкую от великого литовского князя Витовта. Свой герб Езержа Невмержицкие в период утверждения в дворянстве (ок. 1800 года) взяли из Гербовника К. Несецкого от «Чёрного Немири», которого Б. Папроцкий в своей ранней работе «Gniazdo cnoty…» называет гетьманом на Подолье, а в другой работе — гетьманом над людьми рыцарскими в Руси. По мнению некоторых краеведов, «Чёрный Немира» — это сын Григория Вороновича (Гринька Соколецкого), Немира Бакотский, который был участником битвы на Ворскле 1399 года и Грюнвальдской битвы 1410 года.

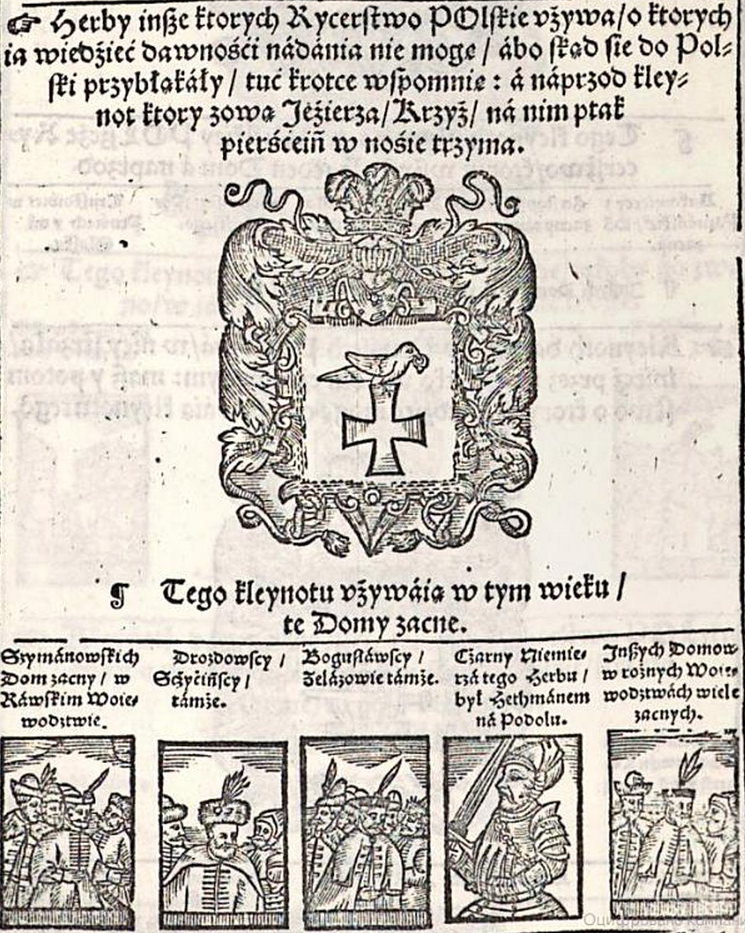
Герб Езержа и «Чёрный Немира» (второй справа) в книге B. Paprockiego «Gniazdo cnoty…» Kraków: 1578, s. 1115

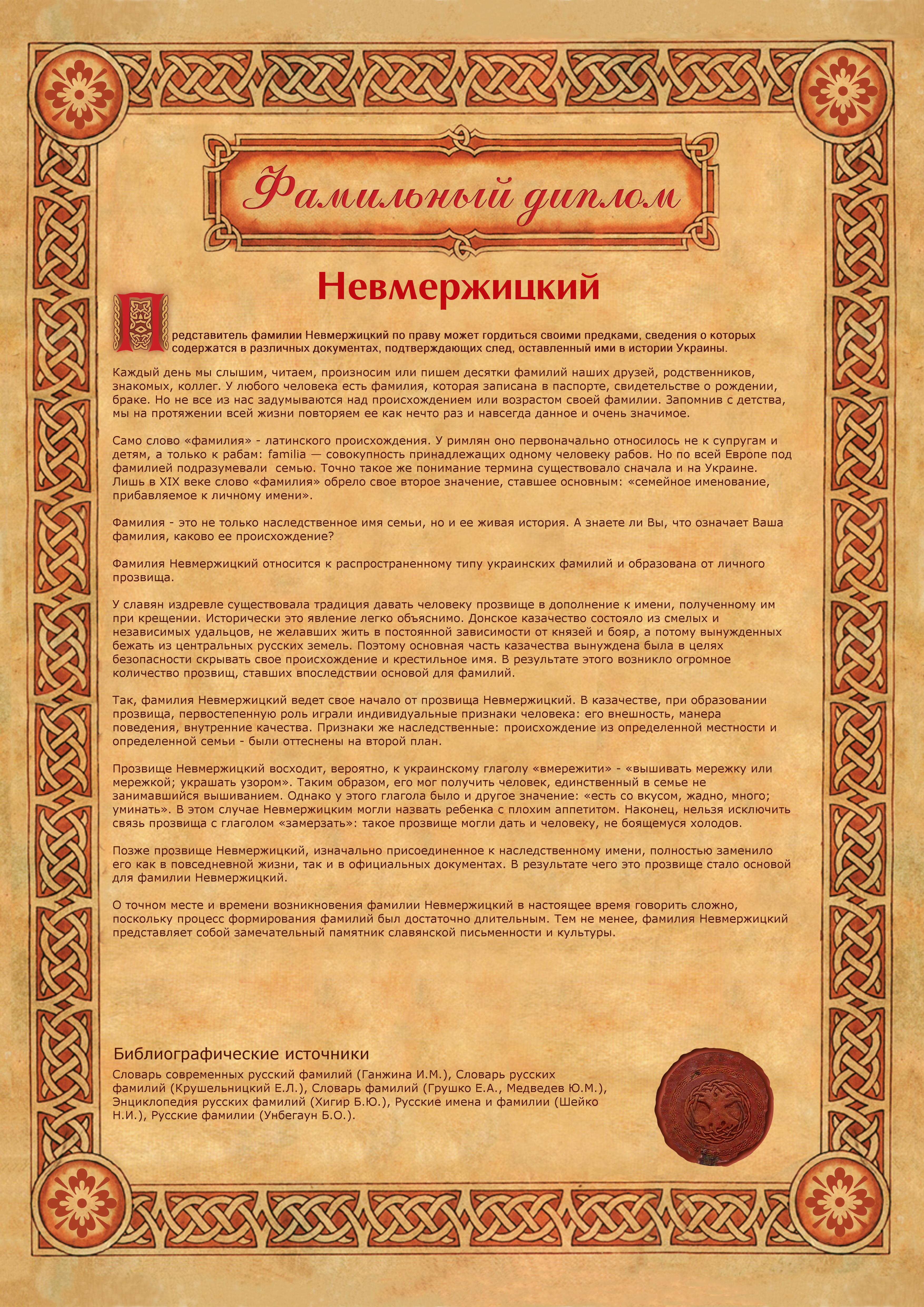
Также есть другие версии от http://www.genway.ru насчет происхождения фамилии Невмержицкий («Фамильный диплом» для Виктора Нумержицкого)

Согласно актов о шляхте, собранных Археографической комиссией, первые упоминания о Невмержицких относятся к первой половине XVI века. В акте раздела земель в 1552 году между господарскими земянами Невмержицкими, Солуян Сидорович жалуется на Гридня и Оникия Сидковичей, что помимо предыдущего соглашения и заруки его нива Нестеровская взята ими в пользование, хотя это остров его обрубный. В раздельном листе сказано, что Невмержицких было трое братьев: Сидор, Нестер и Ешута, которые поделили отчизну свою на три части. В дальнейшем жеребей Нестеровский достался в виде дядьковщизны Солуяну Сидоровичу. Спор между Невмержицкими-«сябрами» (сябровство здесь выступает как совместное родовое владение) возник в 1552 году уже повторно, после полюбовного соглашения, достигнутого в 1551 году в Вильне. Тогда Гринь Сидкович от имени других братьев уступил жеребей Нестеровский Солуяну Сидоровичу на вечность и обязался зарукой перед королём не вступаться в этот остров. Но, уже весной 1552 года Сидковичи, оправдываясь титулом сябровства (совместного родового владения) взяли остров Нестеровский во владение и пользование, говоря, что им «половица зо всего в том острове принадлежит», а Солуян держал лишь вход до борти. Кроме того, Сидковичи держали остров Максимовский (Слушов), в который Солуян имел вход только бортный. Сидковичи должны были под присягой заявить, что в острове Нестеровском имели всегда половину, но на присягу не явились. Тогда посредством старосты овруцкого Йосифа Халецкого было заключено добровольное соглашение: Гринь и Оникий Сидковичи и их двоюродные братья Фёдор и Андрей Гридковичи з братею уступили Солуяну Сидоровичу на вечность остров Нестеровский, а себе напротивко (взамен) взяли остров Максимовский на имя Слушов. Обе стороны имели право вход до борти в тех островах. Чтоб не было споров в дальнейшем разграничили даже «выгон» и «сосну». Раздельный лист 1552 года на уряде гродском овручском в 1690 году (через 138 лет) представляет Александр Левковский своим и уроджонных их милостей панов Невмержицких братии и соседов своих.
Как показали дальнейшие события, это сыграло злую шутку для потомков — род расплодился, сябровство, как совместное владение, перестало существовать, а возникло мелкое частное владение, на которое документов уже не сохранилось, поскольку это не требовало регистрации в гродских книгах или же документы не сохранились и истлели в скрынях. Дробление земель в свою очередь привело к возникновению различных прозвищ в Невмержицких. Существование «листа, писаного до наместника вручского мещанину вруцкому Макару Ивановичу на землю пустовскую Нестеровщину а Яшутевщину, на службе и повинности» от 1525. 09. 17., говорит о том, что Нестер, как следовало уже из других записей в Литовской метрике, стал родоначальником Геевских, а Ешута не оставил потомства (погиб или попал в татарский плен). Как видно из последующих актов, Макар Иванович (вероятно Вручанин) не сумел закрепиться в Левковичах:
1525. 09. 17 Лист писаный до наместника вруцкого мещанину вруцкому Макару Ивановичу на землю пустовскую Нестеровщину а Яшутевщину, на службе и повинности
«Жикгимонт. Наместънику вруцъкому пану Михаилу Михаиловичу Халецъскому. Билъ намъ чоломъ мещанинъ вруцъкии на имя Макар Ивановичъ и просилъ в нас земли пустовское во Вруцъскомъ повете, на которои земли два браты седели на имя Нестер а Яшута у Левковичохъ, и поведилъ намъ, иж тая земля пуста лежить а службы и подачокъ с неё никоторихъ неть. Ино коли тая земля будеть пуста а службы и подачокъ намъ с неё никоторихъ неть, мы, на его чоломъбитье, то вчинили: тую землю Нестеровщину а Яшутевщину ему дали. Нехаи онъ тую землю держить со всимъ, какъ ся тая земля здавна в собе мает, а намъ с тое земли службу особную служить и подачки дает по тому, какъ и перед тымъ с тое земли бывало. И ты бы вжо в тую землю не казалъ никому ничимъ ся вступати. П(и)сан у Кракове, под лет Бож(его) нарож(енья) 1000 пятсот 25, м(е)с(е)ца сентября 17, индик(т) 14. В томъ листе рука королевъская. Копот, писар.»
Вследствие этого имели продолжение три родословных линии Невмержицких:
- Сидоровичи-Дияконовичи (Солуян Сидорович, а его сыновья Дмитрий и Яков[14] и их потомки).
- Сидковичи (Гринь и Оникий Сидковичи и их потомки)
- Гридковичи (Фёдор, Андрей, Иван, Сахно и Степан и их потомки) в Акте Коронной Метрики от 14 августа 1571 года названы двоюродными братьями Гриня и Оникия Сидковичей.

В Выписке из Коронной Метрики от 14 августа 1571 года Гридковичи и Сидковичи со слов «подстаросты овруцкого Ивана Ласко» называются Можаровскими:
 "… земяне господарские Овруцкие Можаровские, Гринь и Оникий Сидковичи с братией своей Фёдором, Андреем, Иваном, Сахном, Степаном Гридковичами… отримали остров Максимовский, названый Слушов… Выписка сделана перед урядом господарским овруцким и его милостью князем, Андреем Тимофеевичем Капустою, каштеляном брацлавским, старостою овруцким… «
В том же привилее, но уже из Актовой книги 191, Лист 210 об. фонда Литовской Метрики, очевидно, что фамилия „Можаровские“ затёрта и исправлена другой рукой. В процессе по Делу Можаровских, по словам Викентия Потоцкого, исправления во многих документах сделаны были как самими Можаровскими, так и неким Егором Мочарским: „…он, взяв служащие им (Можаровским) на имение Можары документы, к производству дела с Виленским капитулом, многие из них пофальшивил, для помещения себя в их родословную и сверх того повыдумивал разные крепости, и с них выписи из таких книг, коих не имеется, и дабы они старыми показались, салом намазывал и соломою подкуривал“.

## Невмержицкие в актах о шляхте

### Русская (Волынская) Метрика
Регесты каждого документа содержат три описательные позиции:
1. Оригинальный заголовок, предоставленный документу при его внесении в книги серии;
2. Заголовок этого же документа с поактового реестра Русской метрики, составленного в 1673 г. её тогдашним писарем Стефаном Казимиром Ганкевичем, отмечено буквой H;
3. Соответствующий заголовок с более позднего описания Яна Францишка Цивинского (ок. 1765—1775) отмечено буквой C.
- Книга РМ 1

РГАДА, фонд 389, опись 1, Дело 191:
37).14.VIII.1571. Варшава. Делъ о кгрунты межи бояры овруцкими Гринковичи а Сидковичи учиненный, Листы 208—215
H: Dzial o grunty miedzy boiarami owruckiemi a Sidkowiczami 208
C: Dzial o grunt czyli ostrow maxymowski Sluszow nazwany, mie˛dzy boiarami owruckiemi a Sudkowiczami [!] uczyniony 208:
- Книга РМ 2

РГАДА, фонд 389, опись 1, Дело 192:

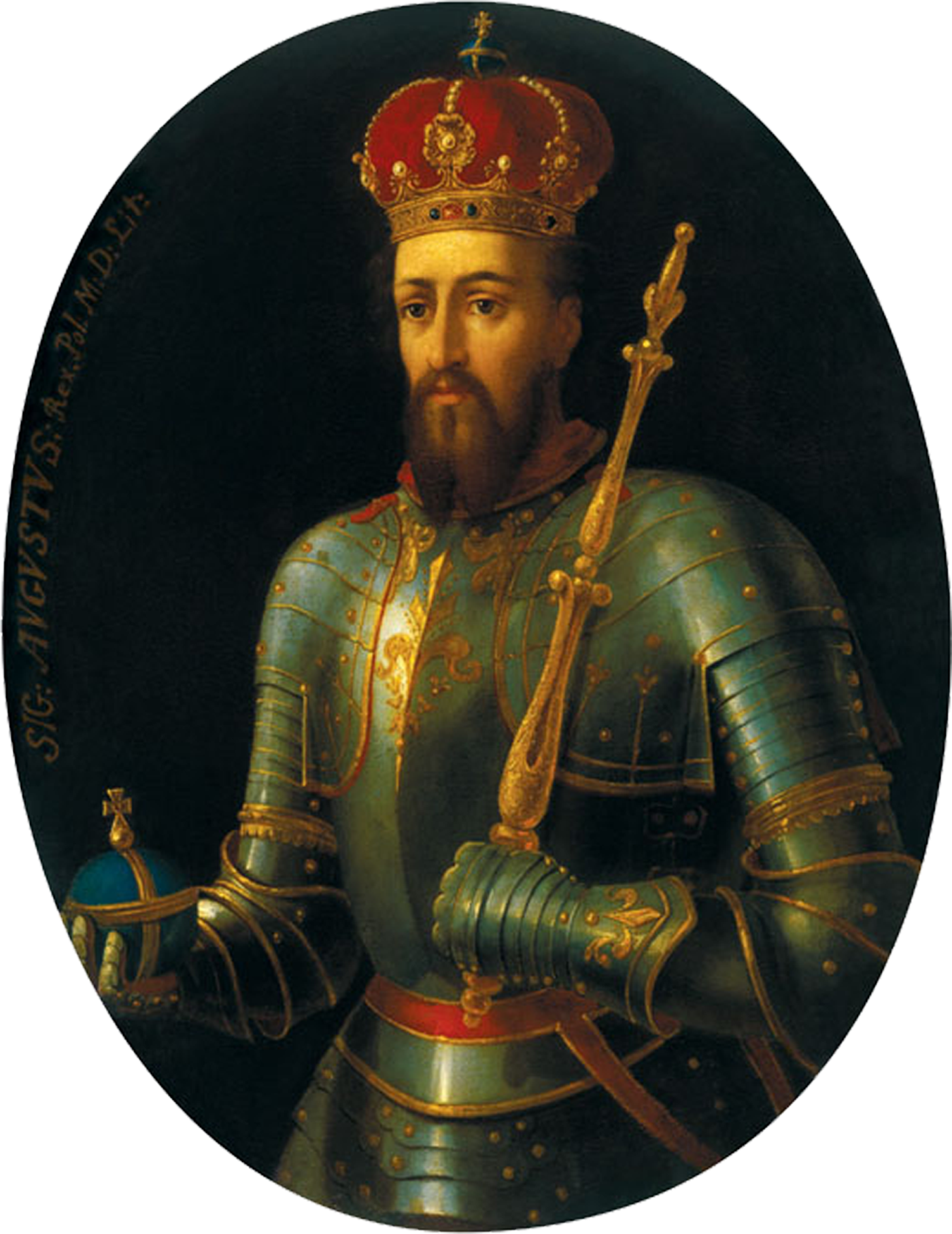
Сигизмунд II Август

14). 10.VII.1570. Варшава. Потверженье земяномъ земли Киевъское Федору, Анъдрею, Совостяну, Ивану а Степану Григоревичомъ Невмирицкимъ на имене их отчизное, островъ, названыи Заесеничъе, над рекою Словешною, Листы 22 об. — 24
H: Prawo Hrehorowiczom Newmirickim na dobra ostrow 22
C: Prawo Hryhorewiczom Neumiryckim na dobra ostrow na jmia Zaiesienicze nad rzeka˛ Slowosznå leza˛ce 23
21). 30.VIII.1570.Варшава. Листъ на корчму земаномъ земли Киевъское Федору, Анъдрею и Совостяну Григоревичомъ Невмирицкимъ из братею их, Листы 33 об. — 34
H: Karczma w Kiiowsczyznie Niewmyrickim braciey 33
C: Przywiley na postawienie karczmy szlachetnym Neumieryczkim w jmieniu jch neumiryckom, w ziemi kijowskiey leza˛cym 33
- Книга РМ 4

РГАДА, фонд 389, опись 1, Дело 194:
14). 20.VIII.1576. Служив. Преложене року Кубилинцом, Левковцом, Невмировцом и Верпковцом с Филоном Кмитою, Листы 85 об — 87 об.
H: Przelozenie roku Lewkowcom, Kublincom, Niemierowcom z Filionem Kmita˛ 85
C: Przelozenie roku Lewkowcom, Kublincom, Niemierowcom z Filonem Kmita˛ 85
51). 20.II.1578. Варшава. Приняте року межи певными особами земяны киевъскими о розницы их на компромисары, Листы 224—225 об.
H: Przyznanie roku miedzy ziemianami kiiowskiemi na compromiss 224
C: Przyznanie roku mie˛dzy ziemianami kijowskiemi na kompromis o podarcie pszczol y pocieszanie granic w jmieniu zaiasienieckim 224
- Книга РМ 6

РГАДА, фонд 389, опись 1, Дело 195:
178). 1.III.1581. Варшава. Отложенье справы межи Кубилинцами и иными а межи Филоном до соиму близкого о право и волност шляхетскую, Листы 369 об. — 371.
H: Reiecta do seymu miedzy Kubylincami y Filonem 369
C: Reiecta do seymu sprawy mie˛dzy wielmoznym Filonem Kmita˛ Czornobylskim, w[oie]w[o]da˛ smolenskim, starosta˛ orszanskim, a mie˛dzy Kublincami, Lewkowcami, Neumiryncami y Werpkowcami o prawo y wolnosc szlachecka˛ 369
- Книга РМ 7

РГАДА, фонд 389, опись 1, Дело 196:
59). 4.XII.1582. Варшава. Лимитацыя до соиму близко пришлого межи воеводою смоленскимъ а Кубилинъцами и потужники ихъ, Листы 119 об. — 120 об.
H: Limitatia do seymu woiewodzie smolenskiemu z Kublincami 119
C: Limitacya do seymu mie˛dzy p. Filonem Kmita˛ Czornobylskim, w[oie]w[o]da˛ smolenskim, starosta˛ orszanskim, a mie˛dzy Kublincami, Lewkowcami, Neumiryncami y Werbkowcami o wolnosci szlacheckie 119
- Книга РМ 8

РГАДА, фонд 389, опись 1, Дело 197:
27). 8.I.1591. Варшава. Потверженье привилею Немирицкихъ, шляхты киевские, на их имение Невмирицкое, Листы 30 об. — 33 об.
H: Confirmatia prawa Niewmyrickich, szlachty kiiowskiey, na dobra ich [30]
C: Konfirmacya prawa Neumiryckich, ziemian kijowskich, na dobra jch Newmiryckoie y ostrow na jmia Zaiasienica 30
- Книга РМ 9

РГАДА, фонд 389, опись 1, Дело 198:
3). 4.III.1585. Варшава. Лимитацыя межи воеводою смоленскимъ а Кубилинцами и потужъники ихъ, Листы 6 — 7 об.
H: Limitatia sprawy woiewody smolenskiego 6
C: Limitacya sprawy mie˛dzy wielmoznym Filonem Kmita˛ Czornobylskim, w[oie]w[o]da˛ smolenskim, starosta˛ orszanskim, a mie˛dzy Kublincami, Lewkowcami, Newmeryncami y Werbkowcami 6
- Книга РМ 11

РГАДА, фонд 389, опись 1, Дело 200:
35). 14.I.1591. Варшава. Лимитацыя меж потомки Филоновыми а Кубылиньцами о шляхецъство, Листы 30 — 31
H: Limitatia Filoney [!] z Kubylinczami 31
C: Limitacya Filona Kmity Czornobylskiego z Kublincami, Lewkowcami y Niemiryncami o wolnosci szlacheckie [30]
92). 27.IX.1592. Варшава. Потверженье видимусу Августа короля земаномъ киевскимъ, Листы 76-77 H: Potwierdzenie ziemianom kijowskim 76
C: Potwierdzenie ziemianom kijowskim Newmiryckim na ziemie˛ jch oyczysta˛ niewmirycka˛ 76
108). 19.X.1592. Варшава. Лимитацыя межи потомками Филона Кмиты Чорнобылского а Кубылинцами, Листы 93 об. — 94
H: Limitata Filonow z Kubylincami 93
C: Limitacya sprawy mie˛dzy Filonem Kmita˛ Czornobylskim a Kublincami, Lewkowcami, Neumiryncami y Werbkowcami o wolnosci szlacheckie 93
- Книга РМ 12

РГАДА, фонд 389, опись 1, Дело 199:
18). 17.IV.1589. Варшава. Лимитация до пришълого соиму межи Кубилинцы и потужники их а межи опекуны и потомки пна Филоновыми о волност шляхетскую, Листы 31-31об.
H: Reiecta do seymu mie˛dzy Potuszynskim[!] y Filonami 31
C: Reiecta do seymu mie˛dzy Kublincami, Lewkowcami, Werbkowcami y Neumiryckimi a Filonem o wolnosci szlacheckie 31
78). 18.IV.1590. Варшава. Лимитацыя соимовая межи потомъки Филоновыми и Кубилинцами и сябры ихъ, Листы 125—125 об.
H: Limitatia Filonom z Kubilincami 125
C: Limitacya mie˛dzy Filonem Czornobylskim a mezy Kublincami, Lewkowcami, Newmiryncami y Werbkowcami o wolnosci szlacheckie 125
96). 28.XII.1590. Варшава. Потверьженъе Невмириньцомъ на певные кгрунты в земли Киевскои, Листы 159—162 об.
H: Potwierdzenie Niewmirncom [!] na pewne grunty w Kiiowczyznie 159
C: Potwierdzenie prawa Newmirycom na jmienia Zaiasienica y ostrow maksimowski na jmia Sluszow w Kijowszczyznie 159
- Книга РМ 14

РГАДА, фонд 389, опись 1, Дело 202:
42). 10.III.1600. Варшава. Потвержене Невъмирицъкимъ, Листы 35 об.- 36 об.
H: Potwierdzenie Niewmirickim 35
C: Potwierdzenie prawa Niewmiryckim na zemle˛ pusta˛ w Beloczycach, w wolosty zauskoy lezaczuiu w powete kijewskom Wasila Lenkiewicza, nazwanoie Sewkowszczyny 35
- Книга РМ 15

РГАДА, фонд 389, опись 1, Дело 203:
5). 10.II.1603. Краков. Потверженье Невъмирицкихъ, Листы 5-12
H: Potwierdzenie prawa Newmirickim 5
C: Potwierdzenie prawa Newmiryckich na jmienie zaiesienieckoie y ostrow maksymowski na ijmia Sluszow, tudziez dekretu okolo pomiarkowania zemli, dubrow, senozatey y derewa bortnoho 5

### Другие актовые записи

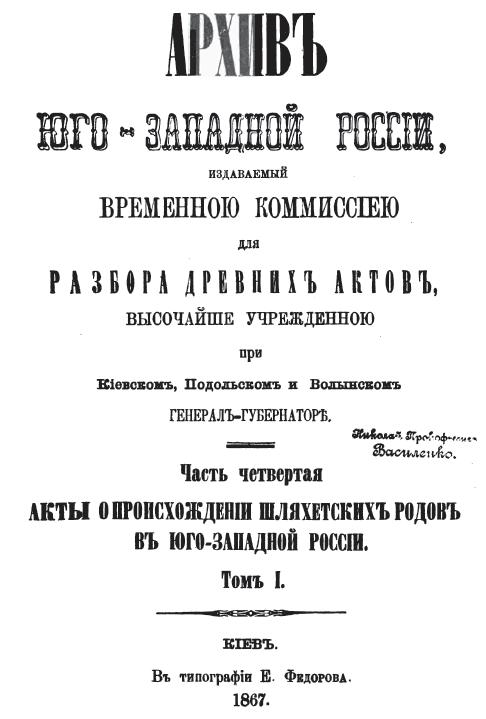
Титульная страница Архива Юго-Западной России, часть 4, том 1

- В решении овручского старосты Иосифа Михайловича Халецкого о разделе земель и угодий между господарскими земянами Солуяном Сидоровичем, Гриднем и Оникием Сидковичами и Фёдором и Андреем Гридковичами Невмержицкими от 24 июня 1552 года сказано, что остров Коннорога и сосна возле дороги от замку до Каменца принадлежит теперь Солуяну Сидоровичу Невмержицкому и его сыновьям Дмитрию и Якову, а остров Максимовский на имя Слушов  — Гриню и Оникию Сидковичу, Фёдору и Андрею Гридковичу Невмержицким, также разделены на две части Селище и выгон до леса Колок (село Невмерицкое и верхний бассейн реки Ясенец) — теперь район села Левковичи. В данном документе указывались границы острова коннорозкого, обозначенные ещё их предками: Сидором, Нестором и Ешутою: „от речки Коннорога по дороге (пята), которая от замка идёт до Каменца, речкою вниз в болото Коннорозкое, а от болота сеножатью к лозе коннорозкой, а лозою к лесу Борковому, а леском до болота Боркового ж, а болотом в лес Есенецкий, в речку Есенец, а речкою Есенцем у верх, до дороги Каменецкое, а дорогою до болотца, которое под коннорозким полем, а з болотца долиною, а з долины на гурку, межою, до рубежа земли Матвеевское, пана Криштофовы.“[21].
- Этот имущественный раздел между Невмержицкими был зафиксирован и в польских источниках:

«Niewmierzyckich dwa chutory, pow. owrucki, gm. Hladkowicze. W r. 1571
siolo Niewmieryce (Nieumierzyce) nalezy do zamku owruckiego, ma 9 dym.;
osiadle przez szlachte (Nieumierzyckich, Sitkiewiczw i in.), niemajacych
kmieci. W 1581 r. 6 bojarw. W r. 1628 placa Stefan Nieczaj i Ant.
Niewmirzycki od 1 ogr. i Marcin Lewkowski od 1 ogr.»
- Согласно Поборовой книги № 32 из «REGESTRА WYBIERANIA POBORÓW WOJEWÓDZTWA KIJOWSKIEGO» от 1571 года Невмерицкое также состояло из 9 дымов:

«Sioło Nieumierzyce. Dimitr Nieumierzycki, Andrej Hriczkowicz, Jacko Nieumierzycki, Fedor Iwanowicz Waśko Nieumierzycki, Iwan Hriczkowicz, Hrin Sitkiewicz, Sachno, Onikter Sitkewicz.»
- В 1586 году упоминается земянин господарский повету Киевского, уверенно владеющий письменной грамотой, Иван Федорович Невмирицкий — сын Фёдора Гридковича Невмерицкого, в споре с Гридком Нелеповичем Левковским пытается отсудить у него корову стоимостью «полторы копы грошей литовских», полученную за обучение двух сыновей последнего — Ивана и Яцка Гридковичей Левковских:

«Лета Божего нароженья 1586 месяца декабря 13 дня. Приеджав до враду господарского замку Житомирского перед мене Андрея Пилиповского подстаростим Житомирского, будучим от его милости пна Семена Дениско Матвеевского старостича Житомирского, земенин господарский повету Киевского Иван Федорович Невмирицкий, поведаючи и жалуючи на земенина господарского того ж повету Киевского на Гридка Нелеповича Левковского тыми словы: иж диялося то на року идучом 1586-м, учил деи есми сынов его двух грамоте на имя Ивана а Яцка Гридковичов Левковских, которым сыном его вивчив деи читати грамотне письмо, першому деи сыну его Ивану вивчив азбуки вечернюю и заутренюю по части, а меншому сыну его Яцку вивчив деи есми азбуки вечернюю и заутрени большую половицу, за которую науку тот Гридко Нелепович Левковский дал деи был мне корову яловицу мастию рыжую, которая корова коштовала мне полторы копы грошей литовских, а вже деи теперь есть тая корова яловица тельна, которую деи корову я взявши от него до рук своих, имел деи есми её у себе, принемаючи, яко власную свою, то пак року теперешнего 1586-го месяца ноебра 6-го дня в неделю тая корова моя, не ведати яким способом, до того Гридка Нелеповича Левковского до двора его Левкович зашла, по которую тую корову, яко по властную свою, послал деи есми посланца своего, штобы мне её вернул, яко власную мою, тогды ж деи тот Гридко Левковский мне тое коровы яловицы вертати не хотел, яко власное мое, и мне в том грабеж неправный вчинил. И просил за тое тот Иван Федорович Невмирицкий, абы тое оповеданье его до книг врадовых записано было, и то есть записано ж».
- В духовном завещании дворянки Пелагеи Фёдоровны Невмирицкой от 7 октября 1647 года сказано:

«Тело моё грешное земли, из которой оно сотворено, поручаю, согласно звычаю христианскому, зятю моему пану Илье Максимовичу Левковскому поховать и погребение учинить должен будет при церкви Святого Николая в монастыре Левковском Невмирицком; а что до маетности моей, лежачой и рухомой, то я, Пелагея Фёдоровна Невмерицкая, помня труды и старания зятя моего, которые он обо мне имел и чинил, также и на пошанованье, которое от него всегда получала, живя при нём кильканадцать лет, и, желая ему за все его старания и труды наградить, так чтобы зять мой и потомки его до живота моего (после смерти моей), жили спокойно и без турбот, то я зятю моему, пану Илье Максимовичу Левковскому часть мою дедовскую, Невмирицку, по небожчику пану Фёдору Ивановичу Невмирицкому, отцу и добродию моему, мне правом прирождённым з сестрою моею, небожчицей славной памяти паней Ориною Фёдоровною Невмирицкою Ильиною, Левковской части наследства, до спокойного владения, зо всеми принадлежностями и пожитками, до той части в селе Невмерицком належачи, сейчас пушчаю и поступаю с грунтами, полями, сеножатями и со всеми иншими пожитками, так как всегда и теперь была запись от небожчика, славной памяти отца и добродия нашего данный; зятю моему»..

- О непростых отношениях Невмержицких с овручским старостой Франциском Потоцким говорится в жалобе дворян: Романа, Михаила, Петра и Прокопа Левковских на дворянина Франциска Потоцкого от 7 июля 1682 года. В жалобе сказано, что, пригласивши в свой дом Романа Левковского Франциск Потоцкий, приказал слугам своим изрубить его, причём угрожал поступить со всеми Левковскими так, как поступил его отец с Антонием Невмирицким, которого он убил, волочил труп, привязав к хвосту лошади, дом его сжёг и имение присвоил себе.[26].
- В жалобе дворянина Игнатия Невмержицкого на дворян: Богдана, Семёна и Кирика Барановских говорится, что они убили его тестя, Ивана Барановского, подозревая его в том, что он указал козакам место в котором обвинённые спрятали свои пожитки, от 17 июля 1687 года.[27].
- В жалобе дворян Невмержицких на дворян Николая Думинского и Даниила Словенского сказано, что Думинский наносит им разные обиды; в последнее время, когда зять его Словенский определился писарем в козацкое войско, то они оба, с помощью козаков, наносили побои Невмержицким, грабили их собственность, опустошали сады и стращали их угрозами. Факты эти подтверждены свидетельством возного от 11 августа 1687 года.[28].
- В жалобе дворян Дмитрия и Григория Невмержицких на дворян Верповских и Ярмолинских наводится свидетельство о том, что обвинённые присвоили себе земли истцов, наносят им побои и оскорбления и портят их хлеб чарами, завивая его от 20 сентября 1718 года. Причём, суд установил, что закрутки действительно делались и что скот начал погибать по непонятным причинам. Соседям пришлось выплатить убытки, пройти очищение в церкви и раскаяться в своем грехе.[29].

## Невмержицкие — подданныеРоссийской империи
До вхождения Правобережной Украины в состав России (1795 год) Невмержицкие все юридически находились в сословии шляхты. Соответственно, после присоединения Правобережной Украины к России (1795 г.) и в результате «Разбора шляхты», дворянские права Невмержицких были узаконены Департаментом Герольдии Российской империи, но не всех, а только тех, кто смог доказать своё дворянское происхождение. Остальные были включены в сословие мещан и крестьян. Это обстоятельство сыграло в дальнейшей истории спасительную роль для Невмержицких. Так, во время сталинских репрессий не был уничтожен полностью шляхетский род Невмержицких (репрессировано 68 человек)..

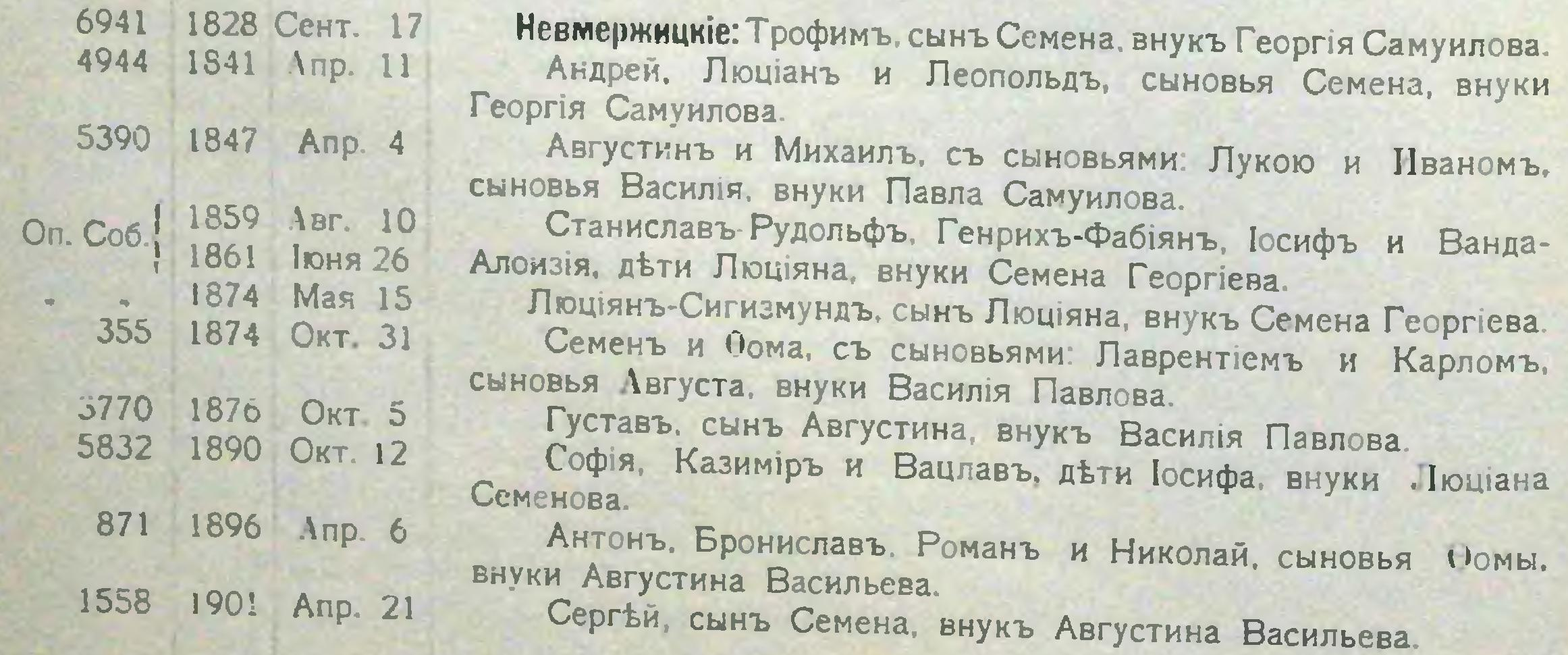
Невмержицкие в Списке дворян Волынской губернии, ч. 1 стр. 100

Невмержицкие с Овручского повета герба Езержа не вошли в Родословную книгу, хотя Невмержицкие с Житомирского повета (с. Антополь и Столпов) были внесены в 1-ю часть Родословной книги (Список дворян Волынской губернии), а Невмержицкие (Немержицкие) герба Холева из Владимирского повета были внесены в 6-ю часть Родословной книги Волынской губернии. Родословная книга разделялась на шесть частей. В первую часть вносились «роды дворянства жалованного или действительного»; во вторую часть — роды дворянства военного; в третью — роды дворянства, приобретенного на службе гражданской, а также получившие право потомственного дворянства по ордену; в четвертую — все иностранные роды; в пятую — титулованные роды; в шестую часть — «древние благородные дворянские роды». (Грамота на права, вольности и преимущества благородного российского дворянства). На практике в первую часть записывались и лица, получившие дворянство по ордену, особенно если этот орден жаловался вне обычного служебного порядка..

## Генеалогия
```
Немира, боярин князя Витовта (до 1430)
                   ├─О[с]ташъко, дедич Осташковского грунта на р. Жерев?
                   │   └─Микула О[с]ташъкович Невмирицкий, земянин киевский (1474)
                   │      ├─Гридко (Григорий)
                   │      │  ├─Фёдор (уп. 1552—1590)—>Пётр—>(Анна ∞ Федор Васильевич Нечай—>Нечаи); Онисий, Иван (уп. 1591)—>Невмержицкие
                   │      │  ├─Андрей (″)—>Матвей (″)
                   │      │  ├─Севастьян (Сахно) (″)—>Тимофей (″), Богдан (1605) (″)
                   │      │  ├─Иван (″)—>Фёдор (″)
                   │      │  └─Степан (″)─(x)
                   │      └─Сидко
                   │          ├─Гринь (1552, 1571)—>Иван, Василий, Семен, Юрий (уп. 1578—1603)—>Невмержицкие
                   │          ├─Оникий (″)—>Опанас, Максим, Василий, Севастьян, Огафья (″)—>Невмержицкие
[
35
]

                              └─N. Сидковна ∞ Тимофей Моисеевич, войт овручский
[
36
]
```

## НевмержицкиеЕльского районаБелоруссии

### В Российском империи
После второго раздела Речи Посполитой в 1793 году южная часть Белоруссии перешла в состав Российской империи. Редкие и небольшие населённые пункты Мозырского уезда ютились среди труднопроходимых болот и лесов, от поселения к поселению вели лесные труднопроходимые дороги и тропинки. «Местность болотистая, лесная и малонаселённая, на которой разбросаны отдельные группы печальных, невысоких холмов.» Для освоения этих территорий в начале XIX века началась прокладка почтового и военно-коммуникационного тракта Санкт-Петербург — Мозырь — Овруч и далее на Волынь и Подолию. В пределах Ельщины тракт шёл через Санюки, Ельск, Вишеньки, Чертень, Кузьмичи, Скородное. Многое в истории развития района связано с этим трактом. Так, например, 6.06.1831 г. отряд повстанцев, большинство из которых были польскими шляхтичами, захватил на Волынском тракте почтовые станции в Михалках, Каролине и Кузьмичах. Повстанческий отряд получил пополнение за счёт шляхтичей, что жили в Каролине. О том, что здесь проживали гордые и непокорные люди говорит также донесение Минского губернатора Виленскому генерал-губернатору об отказе крестьян Каролинской, Скороднянской и Ремезовской волостей от выплаты оброка и казённых налогов от 23.10.1864 года. Там же говорилось: «проведённые мероприятия позволили собрать и внести в Мозырское казначейство подати и казённые повинности Скороднянской волости все сполна в количестве 1040 рублей серебром, Каролинской 495 рублей и Ремезовской — 360 рублей серебром. Сии последние две волости, по бедности крестьян, просили об отсрочке числящихся на них остальных недоимок».
Главным бедствием крестьян являлось малоземелье. Крестьянство на Полесье стремилось расширять свои сельскохозяйственные угодья: раскорчёвывали площади, которые были заняты лесом и хмызняками. Таким образом, в средине и конце XIX века возникло множество хуторов в Скороднянской волости, в том числе и Шия, которая была образована братьями Невмержицкими в 1860—1865 годах в 32 километрах от Ельска, практически на границе с Лельчицким районом.
В «Описании церквей и приходов Минской Епархии» 1879 года при описании церкви в д. Скородное, в графе третьей «Приход» читаем следующие строки, характеризующие население: «прихожан мужского пола 1008, женского 1012 душ, все они крестьянского сословия, занимаются хлебопашеством, а некоторые — с выгодою и скотоводством».
Вместе с тем, в списках прихожан Скороднянской церкви, того периода нет жителей хутора Шия, хотя население окружающих хуторов (Новый, Везцы, Корма и др.) есть. В чём причина? Исследование показало, что причина была простой — жители этого хутора посещали церковь, в которую ходили их предки и родственники. Они посещали церковь в селе Лучанки (ныне Украина). Может сказалась привычка, может стремление совместить посещение церкви с желанием увидеть своих родственников, но ходили они только туда практически до Великой Отечественной войны.
В 1909 году в д. Шия было 5 дворов, в которых насчитывалось 44 жителя. По сравнению с другими, здесь крестьяне жили несколько лучше, так как они имели шляхетское происхождение и поэтому не отрабатывали повинности (барщины), а платили только государственные налоги.
Тяжёлым испытанием для жителей Ельщины стала первая мировая война, которая привела к значительному ухудшению экономического положения крестьян и мещанства, на плечи которых легли тяжёлые военные повинности и налоги, что было встречено открытым недовольством. Население Скороднянской волости отказалось вносить налоги.

### Советский период
Сведения о событиях в Петрограде в 1917 году быстро дошли на Ельщину. В январе 1918 года на территории Ельщины установилась советская власть и вскоре район был оккупирован немецкими войсками.
В районе в мае-июне 1921 года свирепствовали банды. Собиралась продразвёрстка. С мая 1921 года введена карточная система. «Во многих местах проявился отказ собирать продразвёрстку. К 1 июля 1921 года продразвёрстка прекращена. Стали собирать продналог».
Но выполнение продналога также легло непосильным грузом на крестьянство, вплоть до того, что люди покупали масло в магазине, переплавляли дома, а затем сдавали и т. д. Крестьяне вырубали плодовые деревья, потому что за них также нужно было платить. Скот прятали в лесу, чтобы не нужно было платить налог и не пришлось сдавать шкуру (говяжью, свиную и т. д.).
В августе 1924 года в хуторе Шия было 14 дворов, в которых проживало 79 жителей.
В 1928 году произошёл самый острый кризис хлебозаготовок. Вопрос о «кулаке» перешёл в разряд практической политики местных органов управления. Когда в начале 1928 года на местах получили директиву ЦК ВКП(б) «О форсировании натиска на зажиточную часть крестьянства», оказалось, что то количество хозяйств, которое официально занесено в разряд кулацких (3,9 % от общего количества крестьянских дворов) не сможет обеспечить выполнение доведенных заданий. Выход был найден через налоговое принуждение на другие категории крестьянства. Использование термина «кулак» было значительно расширено. Лозунг полной коллективизации и ликвидации кулака как класса был объявлен летом 1929 года. Этот процесс затронул и род Невмержицких. Так Невмержицкий Николай Григорьевич 1874 года рождения, арестован 29 августа 1929 года. По постановлению Коллегии ОГПУ СССР 20.11.1929 года приговорён к 10 годам лишения свободы. Выслан в Курскую область, где и умер 7.02.1937 года. Жена его, Невмержицкая Татьяна, родом из деревни Лучанки так ничего и не узнала о судьбе своего мужа. У Николая и Татьяны было пятеро детей: Федос, Филимон, Ольга, Ульяна и Иван. Федос и Филимон жили недалеко от отца, Иван и дочери разъехались — Иван переехал в деревню Воронов Лельчицкого района, Ольга вышла замуж в Лучанки, Ульяна вышла замуж в деревню Дубровка Ельского района.
Вместе с отцом был арестован и его сын Невмержицкий Федос Николаевич 1903 г.р., который был приговорён к той же мере наказания, что и отец. Умер в месте отбытия наказания в 1930 году. Оба, и отец, и сын, реабилитированы постановлением президиума Гомельского областного суда 24.07.1978 года. 7 апреля 1930 года в деревне Глазки основан колхоз «Светлая жизнь», в который вошли 27 дворов. (Основатели Журавский Костя, Журавский Левон, Кошкур Григорий, Невмержицкий Адам и др.). Позже в этот же колхоз вошло население д. Везцы и д. Шия. Вошёл туда и Невмержицкий Филимон Николаевич, 1906 года рождения со своей семьёй. Филимон был женат на Некрашевич Татьяне Леоновне 1908 г.р. (умерла 17.03.1998 г.), которая, выходя замуж, в качестве приданого имела 7 коров и два быка. Родителями её были Некрашевич Леон, проживавший в деревне Пеньковата Лельчицкого района и Павлина (девичья фамилия Невмержицкая) родом из д. Лучанки. Впрочем, не один он в роду взял себе жену в этой деревне, многие мужчины нашли там себе верную спутницу жизни. Осознанно или нет, но в роду стремились заключать браки с людьми, имеющими отношение к роду. Кто-то брал себе жену в Лучанках или среди выходцев оттуда, кто-то выходил замуж обратно в Лучанки. Леон служил лесничим у пана, хотя был дворянином, имел 30 коров, наёмных рабочих. Судился с паном, на которого работал, отсудил лес.
Филимон служил в трудовой армии. Филимон и Татьяна имели дочь Елену (8.03.1928 г.) и двух сыновей: Николая (10.09.1929 г.) и Адама (22.10.1936 г.).
Со временем Филимон стал бригадиром в колхозе «Светлая жизнь». Вместе с тем жизнь в те времена была очень сложной. Мало радости крестьяне видели на единоличном хозяйстве, не улучшилась их жизнь и в колхозе. По-прежнему продолжались политические гонения и репрессии.
Люди выращивали хлеб, кормили детей, занимались мирным созидательным трудом и вдруг становились «врагами народа».
Так получилось, что судьба отца и старшего брата легла тенью на жизнь Филимона. Нашёлся недоброжелатель, который написал «кляузу» и…
Невмержицкий Филимон Николаевич арестован 18.9.1937 года. По постановлению особой тройки НКВД БССР 23.10.1937 года за антисоветскую пропаганду приговорён к высшей мере наказания. Длительное время семья не знала ничего о судьбе Филимона. Со временем (после реабилитации Филимона), семья получила справку, что он умер 3.03.1942 года, хотя на самом деле архивные материалы КГБ по Гомельской области говорят о том, что он был расстрелян возле деревни Каменка Мозырского района 2.11.1937 года. Филимон реабилитирован постановлением президиума Гомельского областного суда 27.09.1978 года.
Перед Великой Отечественной войной в 1940 году в деревне Шия насчитывалось 15 дворов и 58 жителей. Статистика… Простые цифры, но как много за этими цифрами скрывается. Прошло 16 лет… Взрослели дети, создавались новые семьи, но… Прибавился один двор по сравнению с 1924 годом, значит, наверное, и дети рождались. Куда же исчезло более двадцати человек? Наверное, туда, куда и очень многие в то тяжёлое во всех отношениях время. Сталинские репрессии дорого обошлись как для страны, народа так и для этой небольшой деревеньки. Наверное, каждая семья потеряла кого-то из своих родных и близких. Причём, здесь уже было не до соблюдения родства. Так получалось, что сначала одни раскулачивали кого-то, затем приходила очередь тех, кто раскулачивал, только уже за что-нибудь другое, например, как классово-чуждый элемент или за антисоветскую агитацию.
В протоколе заседания президиума Каролинского райисполкома от 29.07.1930 года читаем: «Слушали: о снятии с должности секретаря Кормянского сельсовета Невмержицкого. Решили: принимая во внимание, что товарищ Невмержицкий является классово чуждым элементом, который был уволен из рядов Красной Армии, снять его с должности секретаря с 27.07.1930 г.» Протокол не сохранил имя, но в другом документе мы находим Невмержицкого Антона Ильича (1903 г.), Невмержицкого Фёдора Николаевича (1903 г.) и Невмержицкого Николая Петровича (1893 г.). Председателем Ремезовского сельсовета некоторое время (около 4-х лет) был Невмержицкий Антон Иванович (брат Николая Ивановича). Люди, которые помнят его, говорят, что он был добрейшей души человек. Проработал председателем сельсовета около четырёх лет. Однажды около деревни Вишеньки попал в бандитскую засаду. Повезло, остался живым. Но… Как часто встречается это слово «но». В описываемые времена судьба многих людей решалась легко и просто, одним росчерком пера. Как правило, это приносило новые беды в семьи. Однажды ночью к нему пришли из НКВД…
Изучение архивных материалов показало, что в результате сталинских репрессий в Ельском районе около 20 человек, носивших фамилию Невмержицкий, были осуждены и получили различную меру наказания (высшая мера, десять лет без права переписки и др.), хотя на практике почти все они вели к одному — к смерти.